# Station Solojebres
Solojebres is een spoorwegstation in de Indonesische provincie Midden-Java.

## Bestemmingen
- Prambanan Ekspres: naar Station Kutoarjo en Station Palur
- Senja Bengawan: naar Station Jakarta Tanahabang
- Sri Tanjung: naar Station Yogya Lempuyangan en Station Banyuwangi Baru
- Logawa: naar Station Purwokerto en Station Jember
- Brantas: naar Station Jakarta Tanahabang en Station Kediri
- Matarmaja: naar Station Jakarta Pasar Senen en Station Malang
- Gaya Baru Malam Selatan: naar Station Jakarta Kota en Station Surabaya Gubeng
- Pasundan: naar Station Bandung Kiaracondong en Station Surabaya Gubeng
- Kahuripan: naar Station Padalarang en Station Kediri
- Feeder Kedungbanteng: naar Station Kedungbanteng
- Senja Kediri: naar Station Pasar Senen en Station Kediri

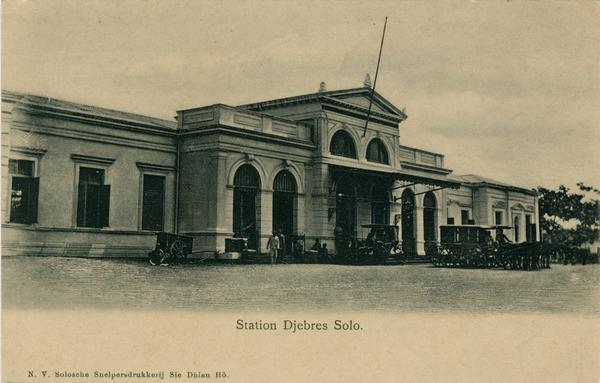
Station Solo Jebres rond 1895-1906